# دوريان هيلي
دوريان هيلي (بالإنجليزية: Dorian Healy)‏ هو ممثل بريطاني، ولد في 11 فبراير 1962 في لندن في المملكة المتحدة.

## وصلات خارجية
- دوريان هيلي على موقع IMDb (الإنجليزية)
- دوريان هيلي على موقع قاعدة بيانات الفيلم (الإنجليزية)